# 크리스털 렌
크리스털 렌(Crystal Renn, 1986년 1월 18일 ~ )은 미국의 모델이다.